# Cefamandol
Cefamandol este un antibiotic semisintetic cu spectru larg, din clasa cefalosporinelor. El are o acțiune bactericidă datorită inhibiției sintezei peretelui celular. Este un medicament care se administrează cu prudență fiind administrat numai în spital sub o strictă monitorizare a pacientului.

## Indicații terapeutice
Este activ pe urmatoarelemicroorganisme:
- Staphylococcus aureus, inclusiv tulpinile producătoare și neproducătoare de penicilinază
- Staphylococcus epidermidis
- Streptococ beta-hemolitic
- Streptococcus pneumoniae
- Escherichia coli
- Klebsiella spp.
- Enterobacter spp. (unele organisme devin rezistente pe parcursul terapiei)
- Haemophilus influenzae
- Proteus mirabilis,
- Proteus vulgaris (unele tulpini de P. vulgaris s-au dovedit, in vitro, rezistente)
- Peptococcus și Peptostreptococcus spp.
- Clostridium spp.
- Bacteroides și Fusobacterium spp.

## Toxicologie

### Contraindicații
Nu se administrează la persoanele sensibile la cefalosporine

### Precauții
Nu se adminsitrează la persoanele alergice le peniciline (există pericolul de soc anafilactic) sau de sensibilitate încrucișată), la antibiotice beta lactamice.

### Interacțiuni
- antibiotice aminoglicozidice -apare nefrotoxicitate

## Farmacografie
- Mandol flacoane cu pulbere liofilizată , 500mg/1gr/2gr